# جيونغسان
جيونغسان هي مدينة في كوريا الجنوبية، تتبع مقاطعة غيونغسانغ الشمالية، بلغ عدد سكانها 278,500 نسمة في 2015، تبلغ مساحتها 411.58 كيلومتر مربع.

## أعلام
- بارك نام-أوك